# Il pleut sur Santiago
Il pleut sur Santiago es un álbum de estudio por el bandoneonista de tango argentino Astor Piazzolla junto a su Conjunto Electrónico, grabado en Italia y editado en Francia durante 1975, fue lanzado por el sello Pathé, se trata de la banda sonora de la película Llueve sobre Santiago del director Helvio Soto. Las reediciones irregulares subsiguientes del álbum presentaron diferentes portadas y títulos.

## Antecedentes
Para 1973 y en vista de la caótica situación en Argentina, Astor Piazzolla estaba en búsqueda de un contrato discográfico en Europa, y en marzo de 1974 el productor Aldo Pagani lo llamó por teléfono para ofrecerle un convenio que sería aceptado por Piazzolla. Así en 1974 se grabó y editó en Italia el álbum Libertango, que tenía un marcado enfoque rockero que el Octeto Electrónico de 1976-1977 buscaría explotar aun más, los álbumes que le siguieron tuvieron características similares, Persecuta de 1977, y Mundial 78 de 1978 con motivo de la Copa Mundial de Fútbol de 1978 acontecida en Argentina. En 1974 se grabó y editó también en Italia el álbum Summit, en colaboración con saxofonista y jazzista estadounidense Gerry Mulligan. En 1975 murió Aníbal Troilo, Piazzolla hizo su homenaje a Troilo, la idea nació de su mánager Pagani, según María Azzi y Simón Collier, en palabras de Piazzolla: «la noticia de su muerte me sorprendió como un mazazo. A los pocos días todo ese cariño que sentía por el amigo me llevó al piano y compuse los cuatro movimientos, cada uno sobre los cuatro amores que tuvo el gordo, 'Bandoneón', 'Zita', 'Whisky', y 'Escolaso'». Así editó el álbum Lumière de 1976 (en Argentina se editó como Suite Troileana).

## Historia

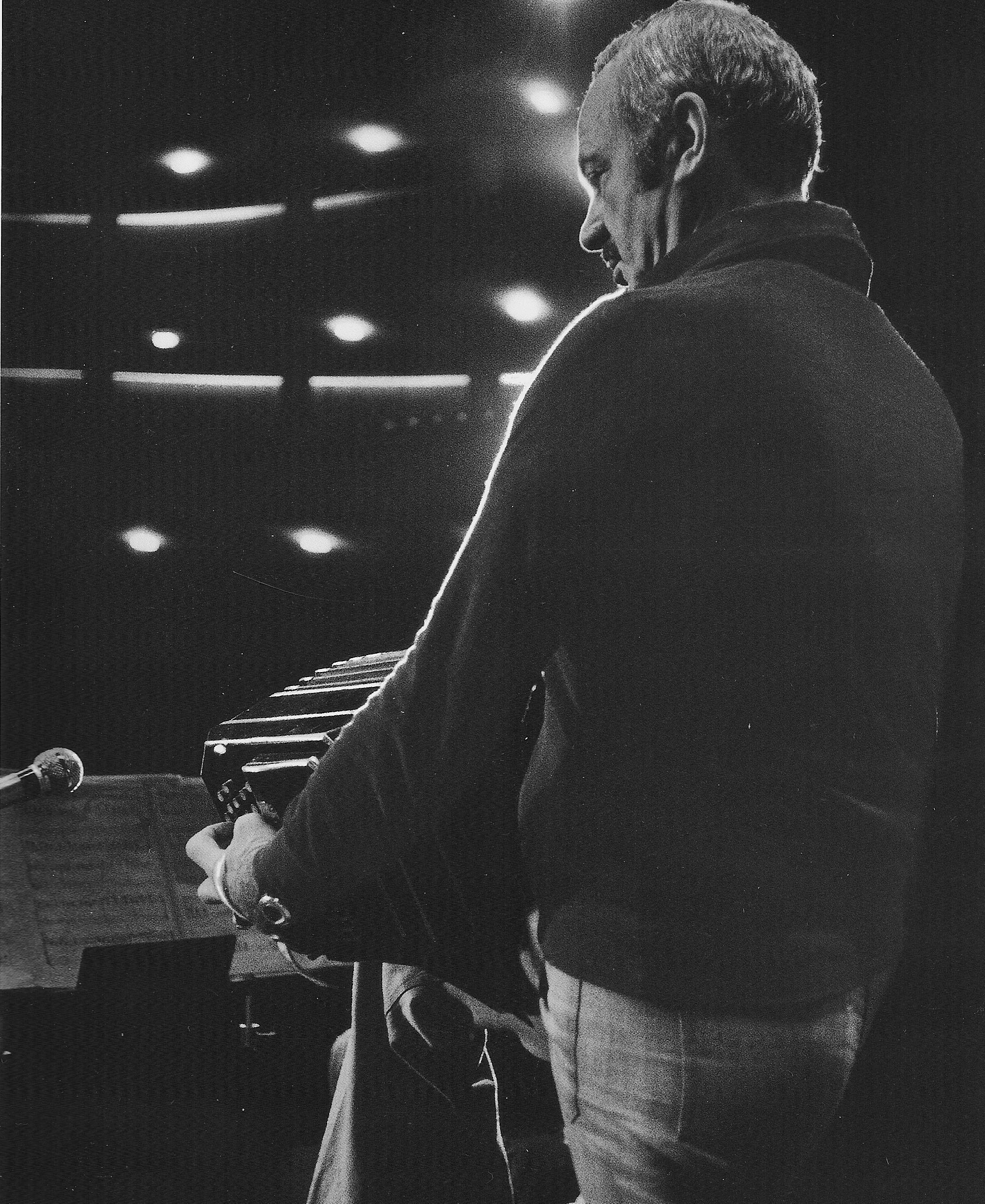
Piazzolla en 1975.

Daniel Piazzolla, hijo de Astor le hizo compañía a su padre durante su reposo tras sufrir un infarto en 1973. En charlas, ambos admiraban los trabajos orquestales de Quincy Jones, que incluían instrumentos eléctricos en su mayoría. Pocos años después, luego de una de las varias peleas con Amelita Baltar, la pareja se separó, y ese rompimiento derivó en una de las etapas más experimentales de Astor Piazzolla, el Octeto Electrónico. El nuevo conjunto tendría dos versiones, una de 1975 en Argentina y otra formada en 1977 en Europa. El Octeto Electrónico significaría un acercamiento por parte del músico al rock, sin embargo Piazzolla a lo largo de su carrera tuvo una relación ambivalente con el mundo del rock. Si bien en algún momento subo dar palabras de admiración para el género, sobre todo lo tendiente al rock progresivo como Emerson Lake and Palmer, tras la escasa repercusión del nuevo Octeto y malas relaciones con algunos de sus músicos, Piazzolla abandonó la idea de ser parte de ese mundo, al punto de omitir dentro de sus preferencias musicales a los nombres de músicos de rock en sus entrevistas.
En un momento durante 1975, Daniel recibió un llamado de Aerolíneas Argentinas, tenía un pasaje a su nombre para ir a Italia, Daniel decidió llevar su sintetizador porque no quería dejar sus estudios musicales, según él, su padre aún desconocía el instrumento. Daniel le enseño el nuevo instrumento a su padre, y Astor vio las diferentes posibilidades del mismo:

Un día aburrido pregunta mi padre para qué servían tantos botones y empecé a demostrarle todas las posibilidades que tenía el instrumento. En ese momento se dio cuenta de que los efectos que hacía con la boca, silbaba a veces tipo sirena, o golpeaba al bandoneón, los podía hacer con este aparatito. Entonces empezó escribir con ese sintetizador, en un teclado de tres octavas, porque teníamos que grabar para tres películas, la Suite Troliana, y música para un disco de José Ángel Trelles. O sea que debíamos registrar como para cinco discos en dos semanas, algo en lo que el sintetizador ayudaba mucho. Las películas eran Lumière, Adiós Santiago y Viaje de Bodas.
Daniel Piazzolla.

## Grabación
Il pleut sur Santiago se grabó durante septiembre de 1975, en una serie de sesiones que en palabras de Daniel Piazzolla fueron «maratónicas», en los Estudios Mondial Sound, en Milán, Italia. De aquellas sesiones de septiembre se grabaron cuatro álbumes, de los cuales tres álbumes que fueron bandas sonoras que se editaron unos años después: el presente Il pleut sur Santiago (1975), Lumière (1975) y Viaje de bodas (1977), mientras que Balada para un loco (1976) fue un álbum en colaboración con José Ángel Trelles.

## Lanzamiento y reediciones
Il pleut sur Santiago se editó originalmente en 1975 en Francia por el sello Pathé, y en Japón se editó por Tam. En 1978 se editó en Italia con el título Seul, Tout Seul por el sello Eleven. En 1980 se editó en Argentina por el sello Trova con una portada distinta como Muralla China y fue lanzado como por el dúo Astor Piazzolla y Antonio Agri como intérpretes. En México fue editado por el sello Real en 1985. Las únicas ediciones en CD son de 1992 en Estados Unidos como Rain Over Santiago por ANS Records, y en Brasil en 2003 por Movie Play Music con diferente portada en ambos casos.

## Lista de temas
Todas las canciones escritas y compuestas por Astor Piazzolla. 
| Lado A |                                       |          |  |
| N.º    | Título                                | Duración |  |
| 1.     | «Il Pleut Sur Santiago (vers. Bando)» | 3:54     |  |
| 2.     | «Salvador Allende»                    | 4:00     |  |
| 3.     | «Combate en la Fabrica»               | 3:19     |  |
| 4.     | «La Maison de Monique»                | 4:07     |  |

| Lado B |                                        |          |  |
| N.º    | Título                                 | Duración |  |
| 5.     | «Bidonville»                           | 4:55     |  |
| 6.     | «Jorge Adios»                          | 3:56     |  |
| 7.     | «Il Pleut Sur Santiago (vers. violín)» | 3:54     |  |

## Créditos
Conjunto Electrónico
- Astor Piazzolla - bandoneón, arreglos, dirección
- Antonio Agri - violín
- Arnaldo Ciato - órgano, piano
- Daniel Piazzolla - sintetizador
- Sergio Farina - guitarra
- Gigi Cappellotto - bajo
- Tullio de Piscopo - batería, percusión, efectos